# Дежурный ангел
«Дежу́рный а́нгел / Ле́стница» — сингл Аллы Пугачёвой, выпущенный в СССР фирмой «Мелодия» в августе 1981 года; релиз был издан в формате гибкой пластинки (flexy) в преддверии пятого студийного альбома певицы «Как тревожен этот путь». Согласно официальной дискографии Пугачёвой данный релиз является её 11-м синглом.

## О сингле
Композиция «Дежурный ангел» уже содержалась на оборотной стороне изданного до этого миньона «Маэстро», но тем не менее песню было решено выпустить и в моноварианте отдельным релизом. На второй стороне гибкой пластинки разместилась песня «Лестница». Авторами обеих композиций являются Алла Пугачёва (музыка) и Илья Резник (тексты). Обе песни были написаны в 1980 году для сольной концертной программы для гостей Олимпиады-80, премьера которой состоялась 19 июля 1980 года в московском Театре эстрады. В дальнейшем певица исполняла эти песни в концертной программе «Монологи певицы» (1981 — 1983).
Обе песни, изданные на гибкой пластинке, вошли в пятый студийный альбом Аллы Пугачёвой «Как тревожен этот путь», который был выпущен в сентябре 1982 года.
Кавер-версия песни «Дежурный ангел» была записана в 1997 году лидером рок-группы «Рондо» Александром Ивановым для трибьюта «Сюрприз от Аллы Пугачёвой». Кавер-версия песни «Лестница» прозвучала в исполнении группы «Jukebox» в одном из выпусков программы «Достояние Республики», который был посвящён Алле Пугачёвой — композитору (эфир от 30 декабря 2010).

## Список композиций
Все тексты написаны Ильёй Резником, вся музыка написана Аллой Пугачёвой.
Аккомпанемент во всех записях: инструментальный ансамбль «Рецитал», руководитель Александр Юдов.
| №                   | Название            | Длительность |
| ------------------- | ------------------- | ------------ |
| 1.                  | «Дежурный ангел»    | 4:33         |
| Общая длительность: | Общая длительность: | 4:33         |

| №                   | Название            | Длительность |
| ------------------- | ------------------- | ------------ |
| 1.                  | «Лестница»          | 3:50         |
| Общая длительность: | Общая длительность: | 3:50         |

## Участники

### Музыканты
- Вокал — Алла Пугачёва
- Аккомпанирующий состав — группа «Рецитал» под управлением Александра Юдова (на пластинке указано: инструментальный ансамбль п/р А. Юдова)

### Технический персонал
- Фотограф — Вячеслав Манешин (на пластинке не указан)

## Варианты оформления
- Тбилисская студия грамзаписи — синий конверт[3][4]
- Московский опытный завод «Грамзапись» (МОЗГ) — коричневый конверт[5][6]